# Ningde
Ningde (xinès simplificat: 宁德; xinès tradicional: 寧德; pinyin: Níngdé; foochow romanitzat: Nìng-dáik), també coneguda com a Mindong (xinès simplificat: 闽东; xinès tradicional: 閩東; pinyin: Mǐchondōng-romanitzat: Fooìwōng: Foo). dĕ̤ng; lit. A l'est de Fujian), és una ciutat a nivell de prefectura situada al llarg de la costa nord-est de la província de Fujian, a la República Popular de la Xina. Limita amb la capital provincial de Fuzhou al sud, Wenzhou (Zhejiang) al nord i Nanping a l'oest. Ningde figurava al segon lloc a la classificació mediambiental de l'Índex de ciutats integrades de la Xina l'any 2016, un estudi de la Comissió Nacional de Desenvolupament i Reforma.

## Història
La història de Ningde es remunta a la civilització de la ceràmica estampada. Fa entre 10.000 i 20.000 anys, durant el final del Paleolític superior de l'Edat de pedra, que ja hi havia éssers humans habitant la regió. L'any 282, el govern de la dinastia Jin va establir aquí el govern dels magistrats.
Durant els primers vint-i-tres anys de la dinastia Yuan (1206−1368) es va establir l'administració de Funingzhou (福寧州 Hók-nìng-ciŭ). El 1736, durant el regnat de l'emperador Yongzheng de la dinastia Qing, Ningde va ser ascendida a l'administració de Funingfu (福寧府 Hók-nìng-hū).
El 1934, es va establir aquí una Zona de Supervisió de l'Administració sota la República de la Xina. Després de l'establiment de la República Popular de la Xina el 1949, es va establir la Zona d'Administració Especial de Fu'an. Finalment, el juny de 1971, la zona va ser promoguda a la prefectura de Ningde. Xi Jinping va exercir com a cap del partit de Ningde entre 1988 i 1990.

## Geografia
Situada a uns 300 quilòmetres al nord del tròpic de Càncer, la prefectura de Ningde abasta 13.500 quilòmetres quadrats de superfície terrestre. Com la resta de la província, Ningde es troba en una regió muntanyosa, però també gaudeix de gairebé 200 quilòmetres de costa davant de la mar de la Xina Oriental.

### Clima
Està sotmesa a un clima subtropical humit, amb amenaces ocasionals de tifons. Dins de la prefectura, la temperatura mitjana anual oscil·la entre els 13,4 i els 20,2 °C, mentre que la precipitació mitjana anual oscil·la entre els 1.250 i els 2.350 mil·límetres. La regió també gaudeix d'un període lliure de gelades de 235 a 300 dies l'any, que és molt beneficiós per a l'agricultura.

## Administració
La ciutat-prefectura de Ningde administra 1 districte, 2 ciutats, 6 comtats, així com 124 ciutats, ciutats i subdistrictes. A continuació s'enumeren el districte, les ciutats i els comtats, els quatre primers dels quals són costaners, mentre que la resta es troben en zones muntanyoses.
| Mapa |
| --- |
| Jiaocheng Comtat de · Xiapu Comtat de · Gutian Comtat de · Pingnan Comtat de · Shouning Comtat de · Zhouning Comtat de · Zherong Fu'an · (ciutat) Fuding · (ciutat) |

| Nom                    | Xinès simplificat | Pinyin        | Foochow         | Superfície | Població | Densitat |
| ---------------------- | ----------------- | ------------- | --------------- | ---------- | -------- | -------- |
| Districte de Jiaocheng | 蕉城区            | Jiāochéng Qū  | Ciĕu-siàng-kṳ̆   | 1.537      | 429.260  | 279      |
| Ciutat de Fu'an        | 福安市            | Fú'ān Shì     | Hók-ăng-chê     | 1.795      | 563.640  | 314      |
| Ciutat de Fuding       | 福鼎市            | Fúdǐng Shì    | Hók-tīng-chê    | 1.526      | 529.534  | 347      |
| Comtat de Xiapu        | 霞浦县            | Xiápǔ Xiàn    | Hà-puō-gâing    | 1.716      | 461.176  | 269      |
| Comtat de Gutian       | 古田县            | Gǔtián Xiàn   | Kŭ-chèng-gâing  | 2.377      | 323.700  | 136      |
| Comtat de Pingnan      | 屏南县            | Píngnán Xiàn  | Bìng-nàng-gâing | 1.485      | 137.724  | 93       |
| Comtat de Shouning     | 寿宁县            | Shòuníng Xiàn | Sêu-nìng-gâing  | 1.425      | 175.874  | 123      |
| Comtat de Zherong      | 柘荣县            | Zhèróng Xiàn  | Ciá-ìng-gâing   | 544        | 88.387   | 162      |
| Comtat de Zhouning     | 周宁县            | Zhōuníng Xiàn | Ciŭ-nìng-gâing  | 1.047      | 112.701  | 108      |